# Ralf-Dirk Hennings
Ralf-Dirk Hennings (* 1946) ist ein deutscher Informations- und Kommunikationswissenschaftler.

## Leben
Nach der Promotion an der TU Berlin 1980 und Habilitation an der FU Berlin 1989 war er Professor für Informationswissenschaft und das Fachgebiet Dokumentation: Grundlagen, Methoden, Technologien, Systeme, Anwendungen an der FH Potsdam.

## Schriften (Auswahl)
- mit Margarete Burkart und Detlef Skalski: Fragebogenumfrage zur Bewertung von Lehrveranstaltungen mit Übungsteilen im DV-Labor durch Studenten. Berlin 1979, OCLC 612159114.
- Die Menge aller Schedules für Generelle Monitor-Systeme (GMS) mit einer minimalen Anzahl von Prozessoren. Berlin 1980, OCLC 631074903.
- mit Heinz Munter: Expertensysteme. Berlin 1988, ISBN 3-926998-00-8.
- Informations- und Wissensverarbeitung. Theoretische Grundlagen wissensbasierter Systeme. Berlin 1991, ISBN 3-11-012756-3.

| Personendaten    | Personendaten                                             |
| ---------------- | --------------------------------------------------------- |
| NAME             | Hennings, Ralf-Dirk                                       |
| KURZBESCHREIBUNG | deutscher Informations- und Kommunikationswissenschaftler |
| GEBURTSDATUM     | 1946                                                      |